# Protorthodes oviduca
Protorthodes oviduca är en fjärilsart som beskrevs av Achille Guenée 1852. Protorthodes oviduca ingår i släktet Protorthodes och familjen nattflyn. Inga underarter finns listade i Catalogue of Life.